# Братолюбов, Георгий Александрович
Гео́ргий (Ю́рий) Алекса́ндрович Братолю́бов (1892—1919) — русский советский авиатор, один из первых красных военных лётчиков, практиков и основателей авиации.

## Биография
Родился 5 октября 1892 года[по какому календарю?] в семье инженера Александра Ивановича Братолюбова, работавшего в то время в должности заведующего технической частью и слесарно-механическими мастерскими на металлическом и железостроительном заводах А. В. Казанцева в Москве. Старший брат — Александр Александрович, инженер-изобретатель зажигательных авиабомб.
В начале августа 1914 года студент математического факультета Петроградского университета Георгий Братолюбов добровольно вступил в армию. Получил назначение в артиллерию. Ранен. После выздоровления направлен в Константиновское артиллерийское училище, курс которого прошел за шесть месяцев.
В Первой мировой войне участвовал сначала как артиллерист, затем — как летчик-наблюдатель. В 1915 г. — прапорщик, в 1916 г. — подпоручик. Награждён в том числе орденом Св. Георгия 4-й степени: 

...за то, что 12 ноября 1916 г., вылетев на разведку района, занятого противником, на самолете «Ньюпор», управляемом военным летчиком подпоручиком Карповым, встретил вблизи наших окопов немецкий самолет и, не теряя ни минуты, двинулся на него в атаку. Немецкий самолет первый открыл огонь из пулемета, но, не обращая на это никакого внимания, наш самолет шел прямо на немца. Сблизившись с противником на весьма короткое расстояние, наблюдатель подпоручик Братолюбов открыл огонь из пулемета, ранил 4 пулями пилота и пробил каски у обоих немецких летчиков, а также пулей пробил пропеллер, мотор и радиатор, и заставил самолет противника опуститься в нашем расположении, где и был захвачен нашими войсками.
В феврале 1916 г. получил назначение в 19-й корпусной авиационный отряд летчиком-наблюдателем, но его тянуло к штурвалу. В январе 1917 г. направлен в Севастопольскую авиашколу. Через шесть месяцев Братолюбов был уже инструктором, а еще через два — начальником отделения высшего пилотажа. Осенью 1917 г., вскоре после Революции, Г. Братолюбов добровольно поступает в авиацию Красной Армии и принимает активное участие в сражениях Гражданской войны. Стал командиром авиаэскадрильи. В 1918 на празднике авиации в Москве Братолюбов демонстрирует фигуры высшего пилотажа. Фактически он был автором первого руководства по высшему пилотажу. В 1918 году Братолюбов был одним из первых сотрудников журнала «Вестник Воздушного Флота». С августа 1918 года Братолюбов работал сначала инструктором «для ведения обучения полётам и высшему пилотажу», а затем начальником Московской школы военных летчиков. Последний приказ по авиашколе за № 39 от 25 августа 1919 г. Братолюбовым не был подписан: по версии З. Сорокина, приказ не успели вовремя привезти на вокзал, с которого Братолюбов отбыл на фронт во главе Московского авиаотряда особого назначения, действовавшего против частей генерала Мамонтова. Вскоре он погиб: 21 сентября 1919 года был захвачен в плен во время выполнения боевого задания и вынужденной посадки на одноместном истребительном триплане модели «Сопвич» (Sopwith), вместе с летчиком Герасимовым. Причина посадки — повреждение двигателя. Герасимов пытался прийти на помощь Братолюбову, приземлился рядом, но в результате сломал стойку шасси своего самолета и оба попали в плен. Оба были расстреляны в Харькове белоказаками 4 октября 1919 года.

## Легенды, расхождения и противоречия в биографии
- Захар Сорокин в своей книге утверждает, что летчик Братолюбов стоит первым в некоем списке «Героев Красного воздушного флота» (другое наименование — «Герои Гражданской войны»), составленным Реввоенсоветом. Данный список не сохранился, поэтому излагаемая Сорокиным легенда о том, что именно Братолюбов был исторически первым героем среди советских летчиков, является спорной, не имеющей под собой прямых доказательств. Однако заслуги Братолюбова, стоявшего у самых истоков советской авиации, действительно несомненны и подтверждены многочисленными историческими документами. В 1924 году в октябрьском номере журнала «Вестник воздушного флота» (орган Главного управления Воздушного флота СССР) в статье памяти героев-красвоенлётов о Георгии (Юрии) Братолюбове говорилось: «Орден Красного Знамени ещё не был в то время учреждён, но его заслуги приказом Революционного Военного Совета Республики были объявлены перед всеми частями Рабоче-Крестьянской Красной Армии, портреты его были выставлены во всех военно-учебных заведениях РККА и имя его внесено в списки героев.»[5]
- Братолюбов считается автором первого советского руководства по высшему пилотажу.
- Согласно Сорокину, Братолюбов считается основателем «Краснознаменного авиаполка им. В. И. Ленина» (возможно, в книге имеется в виду 40-я ОАЭ им. Ленина), в котором начинали службу в Н. П. Каманин и ряд других известных летчиков. В музее полка Братолюбову была посвящена отдельная экспозиция.
- Судя по воспоминаниям современников, Братолюбов выделялся высоким ростом (выше 190 см) и выдающимися навыками пилотажа.